# Carmichaelia virgata
Carmichaelia virgata är en ärtväxtart som beskrevs av Thomas Kirk. Carmichaelia virgata ingår i släktet Carmichaelia och familjen ärtväxter. Inga underarter finns listade i Catalogue of Life.